# Peter Collinson
Peter Collinson (11 de agosto de 1694 — 1768) foi um botânico britânico, membro da Royal Society.